# Jesús Manuel Lara Rodríguez
Jesús Manuel Lara Rodríguez (1962 – Ciudad Juárez, Chihuahua; 19 de junio de 2010) fue un político mexicano asesinado en el contexto de la Guerra contra el narcotráfico en México. Fue alcalde  de Guadalupe, Chihuahua, un municipio en el norte de México cercano la frontera con los Estados Unidos, de 2007 a mediados de 2010.
Después de recibir amenazas de muerte de cártel mexicano, Lara en secreto movió a su familia a Ciudad Juárez, una ciudad cercana a Guadalupe, sin embargo fue asesinado ahí. Su muerte hizo que el gobernador de Chihuahua ordenara la protección en la capital del estado, mientras que las medidas de seguridad se discutieron en sesión cerrada.
Lara era conocido por su firme oposición a los capos de la droga, asunto en qué trabajó junto a otros alcaldes de las ciudades fronterizas con los Estados Unidos, como el de Ciudad Juárez. "Su [Lara es] el caso es la prueba mejor que la lucha contra el flujo de los fármacos a los EE.UU. es bien en la frontera."

## Contexto de su carrera como alcalde
La frontera entre México y Estados Unidos es el principal campo de batalla en la guerra entre los cárteles de la droga por el control de las rutas de contrabando que llevan desde México a los Estados Unidos.[cita requerida] Desde 2006 el conflicto se intensificó a medida que las autoridades mexicanas intensificaron su lucha contra estos carteles. La guerra ha dejó 23.000 muertes entre 2006 y 2010. Guadalupe, ubicada al sur del condado de Hudspeth, Texas y cerca de El Paso, Texas, Estados Unidos, se encuentra en el Valle de Juárez, un área cercana a la frontera que ha visto en aumento la violencia relacionada con drogas para 2010. La violencia ya había golpeado la política de Guadalupe en febrero de 2009, con el asesinato de dos miembros del ayuntamiento. La llegada de 2000 tropas federales para combatir a las bandas de narcotraficantes en Ciudad Juárez a principios de 2010 provocó un aumento en la violencia en Guadalupe que ha mató a cientos de personas. Desde marzo de ese año, casas y tiendas fueron destruidas por incendios provocados, y las amenazas por los grupos del crimen organizado obligaron a los residentes de Guadalupe a emigrar a otros sitios, principalmente a los Estados Unidos. La policía de Guadalupe también se vio afectada, pues su fuerza se redujo de 40 a 4 oficiales para el momento del asesinato de Lara.
Lara formó una amistad con el presidente municipal de Ciudad Juárez, José Reyes Ferriz, los dos líderes se habían reunido para con otros pueblos fronterizos para luchar contra los carteles de la droga.[cita requerida] Ambos eran miembros del Partido Revolucionario Institucional (PRI) y miembros activos del Conferencia de Alcaldes Fronterizos. El mandato de Lara estaba programado para terminar en 2010, después de las elecciones de julio.

## Muerte
Las actividades de lucha contra el crimen de Lara le valieron varias amenazas de muerte de los narcotraficantes. Instaló a su familia en Ciudad Juárez, como resultado, mientras tanto mantenía su residencia oficial en Guadalupe. Tres hombres dispararon al alcalde en la espalda el 19 de junio de 2010, delante de su esposa y su hijo mientras caminaba hacia su coche, fuera de la casa de Ciudad Juárez. Los hombres armados huyeron con rumbo desconocido a bordo de un automóvil. La policía localizó 11 casquillos de bala en la escena del crimen. En respuesta al asesinato de Lara, el gobernador del estado de Chihuahua, José Reyes Baeza, ordenó un grupo de 100 policías federales, estatales y militares para proteger la capital del estado mientras en una sesión a puerta cerrada se discutieron medidas de seguridad.
Lara "nunca pidió la protección de la ciudad", dijo el alcalde de Ciudad Juárez, quien no había sido informado por su colega de su residencia en Ciudad Juárez.